# ناوورت
ناوورت (به آلمانی: Nauort) یک شهر در آلمان است که در وستروالدکرایس واقع شده‌است. ناوورت ۲٬۳۱۵ نفر جمعیت دارد.